# 윤영실
윤영실(1956년 10월 19일  ~ 1986년 5월?)은 대한민국의 무용수 겸 모델 출신의 배우였다.

## 생애
1977년 패션 모델 첫 데뷔하였고 이어 같은 해 1977년에 영화배우 데뷔하였으며 이듬해 1978년 TBC 동양방송 드라마에도 첫 출연하였다. 그녀의 가족관계로는 언니 오수미가 있다. 윤영실은 키가 175cm나 될 정도로 당대 여성으로서는 거인 수준으로 체격이 컸다.
그러나 1983년에 영화 안개는 여자처럼 속삭인다에 출연한 이후 1986년에 의문의 실종 사건으로 인하여 현재까지 행방불명된 상태이며 그 후 6년이 지난 1992년에 그녀의 언니인 오수미마저 하와이에서 교통사고로 사망하면서 비극적인 사건이 되었다. 윤영실은 어지간한 성인 남성보다도 훨씬 큰 체격이었기 때문에 그녀가 거리를 활보하면 사람들의 이목을 집중시킬 정도였음에도 불구하고 그녀가 실종될 당시 그녀를 목격했다는 사람이 아무도 없다는 점이 미스터리하다.

## 출연작

### 영화
- 1977년 영화 《어디서 무엇이 되어 다시 만나리》 - 주연 역
- 1983년 영화 《안개는 여자처럼 속삭인다》 - 주연 역